# فيليكس رايت
فيليكس رايت (بالإنجليزية: Felix Wright)‏ هو لاعب كرة قدم أمريكية ولاعب كرة القدم الكندية أمريكي، ولد في 22 يونيو 1959 في كارثج في الولايات المتحدة.

## وصلات خارجية
- فيليكس رايت على موقع مرجع كرة القدم المحترفة.كوم (الإنجليزية)
- فيليكس رايت على موقع كلية كرة القدم في سبورتس رفرنس.كوم (الإنجليزية)